# Hotăroasa
Hotăroasa – wieś w Rumunii, w okręgu Gorj, w gminie Urdari. W 2011 roku liczyła 572 mieszkańców.